# GSU Sports Arena
GSU Sports Arena é uma arena de 4 500 lugares polivalentes em Atlanta, Geórgia, que abriu em 1972.
A arena também sediou a segunda competição de badminton na história dos Jogos Olímpicos nos Jogos Olímpicos de Verão de 1996.